# Georg Schneider (Komponist, 1878)
Johann Georg Schneider (* 16. Oktober 1878 in Engerazhofen; † 11. April 1958 in Leutkirch) war ein deutscher Komponist, Kirchenmusiker und Lehrer.

## Leben
Georg Schneider wurde am 16. Oktober 1878 im Allgäudorf Engerazhofen (Oberamt Leutkirch) geboren. Sein Vater war dort Volksschullehrer und der damaligen Zeit entsprechend auch für die Kirchenmusik in der Dorfkirche verantwortlich. Georg Schneider wurde schon als Schüler Hilfsorganist, assistierte seinem Vater bei den Gottesdiensten und lernte Liturgie und Kult der katholischen Kirche kennen. Sein beruflicher Weg war damit vorgezeichnet: er wollte Lehrer werden. Nach der damals siebenjährigen Volksschule wechselte er in das Lehrerseminar Saulgau. Die Seminarzeit dauerte 6 bzw. 7 Jahre, die ersten Klassen waren vor allem dem üblichen gymnasialen Curriculum gewidmet, daran schloss sich eine didaktische und methodische Lehrerausbildung an.
Der Abschluss des Lehrerseminars machte Georg Schneider zum „Schulgehilfen“. Auf mehreren Stellen vor allem im nördlichen Württemberg sammelte er erste Unterrichtserfahrungen. Besonders wertvoll für ihn wurden Jahre in der Landeshauptstadt Stuttgart mit ihrem großen musikalischen Angebot. 1908 erhielt er eine feste Stelle in Untergröningen im damaligen Oberamt Gaildorf, wo er heiratete. 1919 kehrte er in die Heimat zurück und wurde Lehrer an der Katholischen Volksschule in Leutkirch. Dort im Höhenweg an der Wilhelmshöhe wohnte er bis zu seinem Tod am 11. April 1958.

## Bedeutung als Komponist
Schneiders Kompositionswerk wurzelte in der Spätromantik von Anton Bruckner, Josef Rheinberger und Max Reger, er entwickelte jedoch einen eigenständigen und persönlichen Stil. Wegen der hohen Anforderungen an die Ausführenden fanden seine Kompositionen wenig Verbreitung und wurden auch von Notenverlagen nicht herausgegeben. Einige seiner Werke versuchte Georg Schneider im Selbstverlag zu veröffentlichen und zu vertreiben.

## Werke (Auswahl)

### Lateinische Messen für Chor und Orgel
- Missa Regina Pacis in C (handschriftlich vervielfältigt, Kirchenchor St. Martin Leutkirch)
- Messe zu Ehren des Hl. Martinus in g (wie oben)
- Messe zu Ehren des heiligsten Herzen Jesu in d (Selbstverlag Georg Schneider, um 1930)
- Christkönigs-Messe (aufgeführt in Ravensburg)
- Missa in B (Erstaufführung 1962 in St. Martin, Leutkirch, handschriftliche Kopien)

### Lateinische Messe a cappella
- in a-Moll für gemischten Chor (aufgeführt in St. Ulrich/Wangen und St. Martin/Leutkirch)

### Weitere Chor-Kompositionen
- Deutsche Singmesse für einstimmigen Chor und Orgel (handschriftlich St. Martin/Leutkirch)
- „Jauchzet dem Herrn alle Welt“ Psalm 100 für 4–6-stimmigen Chor und großes Orchester (handschriftlich St. Martin/Leutkirch)
- „Ave Maria“ für Solosopran, 4-stimmigen Chor und Orgel (1931 Universitätsdruckerei Sturtz, Würzburg)

### Orgelmusik
Schneider war als Organist weit über seinen Heimatort hinaus bekannt. Von seinen Orgelkompositionen hat sich nur sein Werk „Introduktion und Fuge über den Namen B-A-C-H“ erhalten. (2010 im Musikverlag Butz, Bonn, verlegt, initiiert von Berthold Büchele)

## Ehrungen
- 1949 wurde Georg Schneider in Würdigung seiner Verdienste um die Kirchenmusik vom Bischof der Diözese Rottenburg (heute Rottenburg-Stuttgart) der Titel Kirchenmusikdirektor verliehen.
- 1990 benannte der Gemeinderat der Großen Kreisstadt Leutkirch das für die Zwecke der Jugendmusikschule, Volkshochschule und der Stadtkapelle eingerichtete ehemalige Bankgebäude in Leutkirchs Bahnhofstraße als „Georg-Schneider-Haus“.

## Tonträger
- Albrecht Roth (Hrsg.): In Memoriam Georg Schneider zu seinem 50. Todestag. CD mit ausgewählten Werken.